# Ufficio delle celebrazioni liturgiche del sommo pontefice
L'Ufficio delle celebrazioni liturgiche del sommo pontefice (in latino Officium de Liturgicis Celebrationibus Summi Pontificis) è uno dei 3 uffici della Curia romana. Esso cura le celebrazioni liturgiche e gli altri riti presieduti dal papa.

## Storia
Nel Rinascimento, all'epoca della redazione del manoscritto Ceremoniale pontificio del 1488 e della prima sua edizione stampata del 1516, l'ufficio era composto da due "magistri titolari", con qualità di presidente per il più anziano, affiancati da un aiutante suprannumerario.
Nel 1965, dopo la creazione cardinalizia del prefetto delle cerimonie pontificie Enrico Dante, non venne subito nominato un successore, poiché era in corso il processo di riforma liturgica, conseguente alla costituzione apostolica Sacrosanctum Concilium, e di riforma della corte pontificia, così come disposto da papa Paolo VI. Pertanto il pontefice nominò un reggente ad interim della prefettura delle cerimonie pontificie: prima Salvatore Capoferri, dal 1965 al 1968, e poi Adone Terzariol, dal 1968 al 1970. L'arcivescovo Annibale Bugnini, C.M., ebbe invece, dal 1967 al 1970, il titolo di delegato per le cerimonie pontificie, le quali venivano dirette dai cerimonieri pontifici. Nel 1967 venne anche soppressa la congregazione del cerimoniale che si occupava sia del cerimoniale laico e diplomatico che, parzialmente, di quello liturgico.
Fino al 1970 il maestro delle celebrazioni liturgiche pontificie era chiamato "prefetto delle cerimonie pontificie", mentre tutti i cerimonieri pontifici erano chiamati "maestri delle cerimonie pontificie".
Papa Giovanni Paolo II, con il chirografo Per la cura spirituale nella Città del Vaticano del 14 gennaio 1991, soppresse l'ufficio di Sacrista del Palazzo apostolico, affidandone le funzioni al maestro delle celebrazioni liturgiche pontificie, che divenne responsabile della sacrestia pontificia.
Il 17 gennaio 2019 papa Francesco ha inserito la Cappella musicale pontificia sistina nell'organigramma dell'Ufficio delle celebrazioni liturgiche.

## Maestro delle celebrazioni liturgiche pontificie
Tra i ruoli del maestro e dell'ufficio, disciplinati dall'art. 182 della Costituzione apostolica Pastor Bonus di papa Giovanni Paolo II, rientrano la cura e la preparazione dei paramenti, dell'altare, di «tutto quanto è necessario per le celebrazioni liturgiche e le altre sacre celebrazioni, che sono compiute dal sommo Pontefice o in suo nome, e dirigerle secondo le vigenti prescrizioni del diritto liturgico». Inoltre, durante il periodo di sede vacante non decade dalla propria carica ma provvede alla constatazione del decesso del papa e al rito delle solenni esequie pontificie. Scrive e legge il rogito circa la vita e le opere del papa defunto che poi posiziona vicino alla salma. Nei riti di inizio del conclave pronuncia l'extra omnes, mentre ad avvenuta elezione canonica del nuovo papa, in qualità di notaio, redige il verbale dell'accettazione del neoeletto con il nome pontificale assunto.
Durante le celebrazioni liturgiche presiedute dal pontefice, il maestro lo assiste all'altare indossando l'abito talare paonazzo, fascia paonazza e cotta. Durante la sede vacante, se non è insignito della dignità episcopale, invece indossa l'abito corale con abito talare paonazzo, la fascia paonazza, il rocchetto, la mantelletta e la berretta nera con fiocco paonazzo, come previsto dal Caeremoniale Episcoporum al n. 1207.
La nomina del maestro avviene a discrezione del romano pontefice, per un periodo di cinque anni successivamente rinnovabile. Dall'11 ottobre 2021 ricopre l'incarico l'arcivescovo Diego Giovanni Ravelli, nato nel 1965, ordinato presbitero nel 1991 e ordinato arcivescovo titolare di Recanati nel 2023.

## Cerimonieri pontifici
| Nome                                  | Diocesi di appartenenza             | Nascita | Ordinazione presbiterale | Nominato         |
| ------------------------------------- | ----------------------------------- | ------- | ------------------------ | ---------------- |
| Pier Enrico Stefanetti                | Sede suburbicaria di Velletri-Segni | 1952    | 1981                     | 25 febbraio 2006 |
| Marco Agostini                        | Diocesi di Verona                   | 1962    | 1992                     | 13 giugno 2009   |
| Massimiliano Matteo Boiardi, F.S.C.B. | -                                   | 1974    | 2004                     | 4 ottobre 2011   |
| Ján Dubina                            | Diocesi di Banská Bystrica          | 1980    | 2004                     | 2 ottobre 2015   |
| Krzysztof Marcjanowicz                | Arcidiocesi di Cracovia             | 1977    | 2002                     | 9 febbraio 2018  |
| Ľubomír Welnitz                       | Diocesi di Nitra                    | 1977    | 2003                     | 14 giugno 2020   |
| Didier Jean-Jacques Bouable           | Diocesi di Yopougon                 | 1983    | 2013                     | 25 novembre 2023 |
| Yala Banorani Djetaba                 | Diocesi di Sokodé                   | 1980    | 2011                     | 25 novembre 2023 |

## Cronotassi

### Prefetti delle cerimonie pontificie
Segue la lista dei prefetti del XX secolo:
- Monsignore Francesco Riggi (1895 - 1918 dimesso)
- Monsignore Carlo Respighi (1918 - 6 giugno 1947 deceduto)
- Arcivescovo Enrico Dante (13 giugno 1947 - 22 febbraio 1965 creato cardinale)
  - Monsignore Salvatore Capoferri (1965 - 1968) (reggente ad interim)
  - Monsignore Adone Terzariol (1968 - 1970) (reggente ad interim)

### Maestri delle celebrazioni liturgiche pontificie
- Monsignore Virgilio Noè (9 gennaio 1970 - 8 febbraio 1982 dimesso)
- Monsignore John Magee, S.P.S. (8 febbraio 1982 - 17 febbraio 1987 nominato vescovo di Cloyne)
- Arcivescovo Piero Marini (24 febbraio 1987 - 1º ottobre 2007 nominato presidente del Pontificio comitato per i congressi eucaristici internazionali)
- Monsignore Guido Marini (1º ottobre 2007 - 29 agosto 2021 nominato vescovo di Tortona)
- Arcivescovo Diego Giovanni Ravelli, dall'11 ottobre 2021